# Открытие (фильм, 2017)
«Открытие» (англ. The Discovery) — второй полнометражный фильм американского режиссёра Чарли Макдауэлла. Релиз картины состоялся на видеосервисе Netflix 31 марта 2017 года. 20 января 2017 года прошла мировая премьера фильма на кинофестивале «Сандэнс».

## Сюжет
Ученому Томасу Харбору удается официально подтвердить существование жизни после смерти. Миллионы людей на Земле начали совершать самоубийства. Тем временем, сын учёного, Уилл Стивенсон, едет к отцу в научный центр, расположенный в старом замке, где живут, в том числе, и люди, предпринимавшие неудачные попытки самоубийства. По дороге он знакомится с девушкой по имени Айла, с которой вскоре расстаётся. Приехав к отцу, Уилл во время прогулки видит, как Айла пытается утопиться в океане, и спасает её. Затем он приводит её в центр, где она, пройдя тестирование, становится членом коллектива.

## В ролях
- Руни Мара — Айла
- Джейсон Сигел — Уилл
- Роберт Редфорд — Томас Харбор
- Райли Кио — Лейси
- Джесси Племонс — Тоби
- Рон Кэнада — Купер

## Производство
В октябре 2015 года было анонсировано, что Руни Мара и Николас Холт сыграют влюбленную пару в фильме американского режиссёра Чарли Макдауэлла. Съёмки запланировали на январь 2016 года провести в Род-Айленде. Сценарий к фильму Макдауэлл написал совместно с Джастином Ладером, с которым он ранее сотрудничал над своим первым полнометражным фильмом «Возлюбленные». Продюсировать картину взялись Алекс Орловский и Джеймс Д. Штерн. Роберт Редфорд и Джейсон Сигел, заменивший Николаса Холта (покинул проект из-за конфликта съемочных графиков), примкнули к основному касту в марте 2016 года. Позже к актерскому составу присоединились Райли Кио и Джесси Племонс.

## Критика
Фильм «Открытие» получил смешанные отзывы кинокритиков. На сайте Rotten Tomatoes фильм имеет рейтинг 44 % на основе 45 рецензий со средним баллом 5.6 из 10. На сайте Metacritic фильм имеет оценку 55 из 100 на основе 18 рецензий критиков, что соответствует статусу «смешанные или средние отзывы».